# الفرع الظاهر للشريان الرقبي المستعرض
الفرع الظاهر للشريان الرقبي المستعرض (بالإنجليزية: Superficial branch of transverse cervical artery)‏‏ هو شريان يتفرعُ من شريان رقبي مستعرض.